# Uran (città)
Uran è una città dell'India di 23.254 abitanti, situata nel distretto di Raigad, nello stato federato del Maharashtra. In base al numero di abitanti la città rientra nella classe III (da 20.000 a 49.999 persone).

## Geografia fisica
La città è situata a 18° 52' 37 N e 72° 56' 23 E e ha un'altitudine di 20 m s.l.m..

## Società

### Evoluzione demografica
Al censimento del 2001 la popolazione di Uran assommava a 23.254 persone, delle quali 12.241 maschi e 11.013 femmine. I bambini di età inferiore o uguale ai sei anni assommavano a 2.634, dei quali 1.393 maschi e 1.241 femmine. Infine, coloro che erano in grado di saper almeno leggere e scrivere erano 18.378, dei quali 10.149 maschi e 8.229 femmine.